# Klawdija Iwanowna Schulschenko

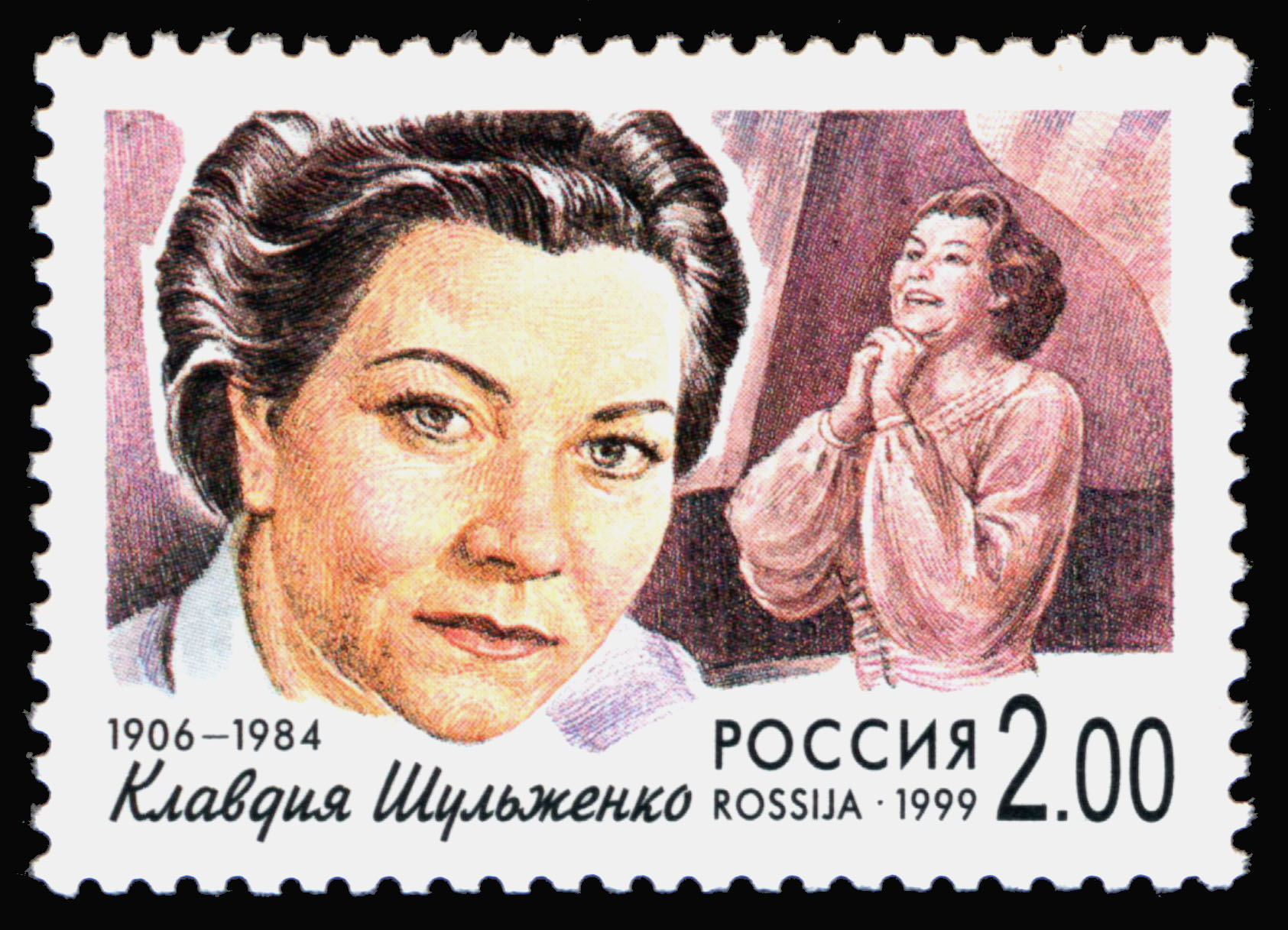
Klawdija Schulschenko auf einer russischen Briefmarke

Klawdija Iwanowna Schulschenko (russisch Клавдия Ивановна Шульженко; wiss. Transliteration Klavdija Ivanovna Šulženko; * 11. Märzjul. / 24. März 1906greg. in Charkow, Russisches Reich; † 17. Juni 1984 in Moskau, Sowjetunion) war eine der beliebtesten Sängerinnen in der Sowjetunion zwischen den späten 1930er und 1960er Jahren.
Schulschenko begann ihre Karriere Ende der 1920er Jahre in Jazz- und Popbands. Zum Ruhm kam sie Ende der 1930er Jahre mit ihrer Version von Sebastián de Yradiers La Paloma. 1939 wurde sie Siegerin in einem landesweiten Wettbewerb von Estrada-Sängerinnen.
Während des Zweiten Weltkrieges trat Schulschenko in über Tausend Konzerten vor Rotarmisten im belagerten Leningrad und an vielen anderen Orten auf. Der Text der berühmten Ballade Blaues Tüchlein, 1940 von Jerzy Petersburski komponiert, wurde 1942 an die Kriegszeit angepasst. Ein anderer Hit war ihr Lied über den Großen Vaterländischen Krieg mit dem Titel Lass uns eine rauchen, das später vom Filmregisseur Wladimir Menschow in seinen Oscar-prämierten Film Moskau glaubt den Tränen nicht aufgenommen wurde. 1945 wurde Klawdija Schulschenko mit dem Orden des Roten Sterns ausgezeichnet.
1971 erhielt Klawdija Schulschenko den Titel einer Volkskünstlerin der UdSSR. Am 10. April 1976 gab sie ihr berühmtestes Konzert im Säulensaal des Hauses der Gewerkschaften (Moskau).